# HMS E32
HMS E32 – brytyjski okręt podwodny typu E. Zbudowany w latach 1914–1916 w J. Samuel White, East Cowes. Okręt został wodowany 16 sierpnia 1916 roku i rozpoczął służbę w Royal Navy 1 października 1916 roku pod dowództwem Lt. Cdr. A. E. Whitehousea. 
W 1916 roku należał do Dziewiątej Flotylli Okrętów Podwodnych (9th Submarine Flotilla) stacjonującej w Harwich.
Po zakończeniu działań wojennych okręt stacjonował w Harwich. 6 września 1922 został sprzedany firmie Young w Sunderland.